# Endonuclease/exonuclease/phosphatase family domain containing 1
Endonuclease/exonuclease/phosphatase family domain containing 1 (Protein chứa domain họ endonuclease/exonuclease/phosphatase 1) là protein ở người được mã hóa bởi gene EEPD1.